# 徐子器
徐子器（1518年—？），字實卿，號成菴，浙江金華府東陽縣人，民籍，明朝政治人物。

## 生平
嘉靖三十一年（1552年）壬子科浙江鄉試第二十六名舉人。嘉靖四十四年（1565年）中式乙丑科三甲第四十六名進士。工部观政，本年六月授江西丰城知县，隆慶五年（1571年）六月降陈州判官，六年七月升陈留知县，丁忧。万历四年（1576年）三月复除馆陶县，五年十二月升南工部主事，六年九月致仕。

## 家族
曾祖徐初；祖父徐鍈；父徐法，經歷。母孫氏。弟子業、子葉。